# Emmanuel Dyen
Emmanuel Dyen, né le 29 juin 1979 à Aix-les-Bains, est un athlète de l'équipe de France de voile olympique. Après avoir participé aux Jeux olympiques d'été de 2008 à Pékin en 49er avec Yann Rocherieux, il a formé un duo avec Stéphane Christidis et termine 6e des Jeux olympiques de Londres en 2012. En 2013 il signe la meilleure performance française de tous les temps de la discipline en décrochant la médaille de bronze au championnat du monde à Marseille.

## Palmarès

### Jeux olympiques
- 6e des Jeux olympiques d'été de 2012 à Londres avec Stéphane Christidis
- 10e des Jeux olympiques d'été de 2008 à Pékin avec Yann Rocherieux.

### Championnat du monde
- 8e au championnat du monde de 49er en 2009 avec Stéphane Christidis.
- 4e au championnat du monde de 49er en 2010 avec Stéphane Christidis.
- 3e au championnat du monde de 49er en 2013 avec Stéphane Christidis.

### Coupe du monde
- 2e au championnat du monde de 49er en 2010 avec Stéphane Christidis.

### Championnat d'Europe
- 4e au championnat d'Europe de 49er en 2009 avec Stéphane Christidis.
- 2e au championnat d'Europe de 49er en 2010 avec Stéphane Christidis.